# レイマ・ボウィ
レイマ・ロバータ・ボウィ（Leymah Roberta Gbowee、1972年2月1日 - ）は、リベリアの女性平和運動家。2011年のノーベル平和賞受賞者である。名前の日本語表記はリーマ・ボウイーとも。

## 概要
リベリア共和国中央部に生まれ、17歳で首都のモンロビアに移住、この時、第一次リベリア内戦が勃発した。自身も幼児2人を連れて首都を離れ、3部屋の家にやはり避難してきた親戚50人と暮らした経験がある。ソーシャルワーカーの研修を受けて心的外傷を負った兵士のカウンセラーとして働き、チャールズ・テーラー率いる軍の元少年兵らを治療した。
2002年、社会活動家として「リベリア人女性による平和大衆行動」（Women of Liberia Mass Action for Peace）を組織した。魚市場で祈り歌う女性たちの運動として始まった活動は連絡団体WIPNET（ピースウィメン）がまとめ、平和を希求する非暴力抵抗運動としてキリスト教、イスラム教の垣根を越えて広まって行った。ボウィの指導のもとにテーラー大統領との会見を設定し、大統領にガーナで開催される和平交渉への参加を確約させると、ボウィ率いるリベリアの女性たちは公式代表団としてガーナにおもむき、和平圧力を加えることに成功する。アクラのガーナ大統領官邸前で無言の抗議集会を行うなどした結果、膠着していた和平交渉も合意に達した。ボウィらの運動は翌2003年の第二次リベリア内戦終結に道すじをつけ、また共に活動したエレン・ジョンソン・サーリーフの大統領選当選を下支えし、アフリカ女性初の国選大統領、2番目の国家元首が誕生する。
ボウィらは平和を象徴する真っ白いTシャツを着て運動を行った。Tシャツには1人ずつ通し番号が付き、その数は3千超に達する。こうして暴力や政府に反対する女性も政治勢力であることを示した。
ニューヨークでボウィはジニー・レティッカー監督と映画関係者のアビゲイル・ディズニーから取材を受け、ごく一般の女性たちがリベリアの内戦収束に果たした役割を映像にしたいと熱望されると、作品『Pray the Devil back to Hell』（2008年公開）の撮影に至る。
女性による平和構築の流れは、他のアフリカ諸国へも紛争解決を求める運動として広がりを見せている。ボウィは映像作品に出演後も活動地域を広げ、新たに団体「女性と平和安全アフリカ」（WIPSEN Africa＝Women Peace and Security Network Africa）を立ち上げたものの活動資金に困っており、相談を受けたディズニー自身は2万5千ドルを提供し、周囲にも寄付を勧め始めた。資金を使い、シエラレオネ、ニジェール・デルタ地域の紛争地へ、リベリアで編み出した平和構築の基礎づくりを伝える。ディズニーは平和活動家のグロリア・ステイネム Gloria Steinem らにも声をかけ、ガーナで行う WIPSEN Africa の会合に送るなど、「映画の人たちは仕事（映画撮影）が終われば関係も終わる」と予想したボウィのマスコミ関係者への不信感を徐々に解いていったという。 
2019年現在のボウィはガーナの首都アクラに本部を置く「Women Peace and Security Network Africa」(WIPSENアフリカ）の事務局長職に就き、西アフリカ一帯に平和運動を広げる活動を統括し、創設者のひとりとして関わった「ピースウィメン」（WIPSEN）あるいは1998年以来、西アフリカの平和構築のさきがけとなる団体「西アフリカ平和構築ネットワーク」（WANEP＝West African Network for Peacebuilding）とも連帯している。
2013年10月よりコロンビア大学バーナード・カレッジのフェロー（Fellow in Residence at the Athena Center for Leadership Studies）、同学で講義を持つ。

### ピースウィメンの活動
女性による平和構築および安全保障プログラム（WIPSEN＝英語: The Women in Peace and Security Programme）、通称「ピースウィメン」（PeaceWomen）は2000年創設、国際連合の活動を監視する団体で、女性の権利、平和構築と安全保障に関わるその活動を見つめ、権利擁護と普及活動に取り組んだ。ボウィは活動地域の拡大を願って「WIPSENアフリカ」を2006年に創始し、ナイジェリアの市民活動家テルマ・エキヨー（en）とエコマ・バッシー・アラガ（Ecoma Bassey Alaga）に呼びかけてガーナ（アクラ）に本部を置いた。

## 学歴と資格
ボウィはモンロビアの高等教育施設 Mother Patern College of Health Sciencesでソーシャルワーク学を修了し、2001年に資格を取得（Associate of Arts degree）、2007年にアメリカのバージニア州ハリソンバーグ（en）のイースタン・メノナイト大学（Eastern Mennonite University）より「衝突からの転換」によって芸術修士号を授与される。また国連訓練研究所、カメルーンの戦争被害者トラウマ治療センター、リビアの非暴力平和教育（Non-Violent Peace Education）の各機関で研修を受け、衝突防止と平和構築の修了証明書を受ける。

## 映像で伝える衝突と平和構築
内戦中の記録映像や録音をつづり合わせた2008年の映像記録作品『悪魔よ地獄へ帰れ』（Pray the Devil back to Hell）で主役とナレーションを担当した。同作はトライベッカ映画祭で最優秀記録作品賞を受賞。アメリカの公共テレビ局 PBS は2011年10月から11月初旬の火曜日ごとに5回に分けて〈Women, War & Peace〉シリーズを放映し、本作を放送した。この作品は武力衝突が発生している、または収束した地域でアドボカシーのツールとして使われ、ボスニア、アフガニスタン、イラク、南アフリカ、ルワンダ、メキシコ、ケニア、カンボジア、ロシア、スーダン、コンゴ共和国、ヨルダン川西岸地域で上映されてきた。
反応は驚くほど似通っている。国や社会がどれほど異なっても、女性は映像の中に自分を見出し、それぞれが抱える問題の解決をめぐって、どうすれば解決できるか協議が始まる– MEDIAGLOBAL。
映像作品でボウィは自らの身の上に起きたこととは対照的に明るく笑い、人生を楽しむ人物として描かれる。堅苦しくない雰囲気なのに、練達の政治家や宗教の垣根を動かしてみせる賑やかで鋭利な戦略家という印象を与える。「風船と紙吹雪、ピエロがお菓子のお土産を配る」式のお祭り騒ぎや娯楽としてではなく、寄り添う気持ちが湧き上がるような親しみを覚える。画面では女性たちは歌い踊り、微笑み、「純白無垢のドレス※」を身に着け — 座り込みやデモの列から笑い声さえ聞こえる。 – ハフィントンポスト （※＝ボウィたちが配ったプリント入りの白いTシャツ）

## 受賞と表彰
ディズニーはニューヨーク滞在中のボウィを篤志家の輪に紹介するため、フィランソロピー活動に助言をするヒルディ・シモンズ Hildy Simmons（元J・P・モルガン管理職）およびホワイトハウス・プロジェクト（en）の創案者メアリー・ウィルソン Marie C. Wilson に引き合わせると、やがて数々の受賞への扉が開く。2006年前半にジョン・F・ケネディ記念章（ハーバード大学ケネディ政治講座（en）を受けたのを始め、ウィメンズeニュース、グルーバー女性の権利賞、ケネディ勇気の横顔賞（en）ほか一連の表彰を受ける。2011年7月に母校イースト・メノナイト大学から「卒業生表彰」に決まったと発表があった

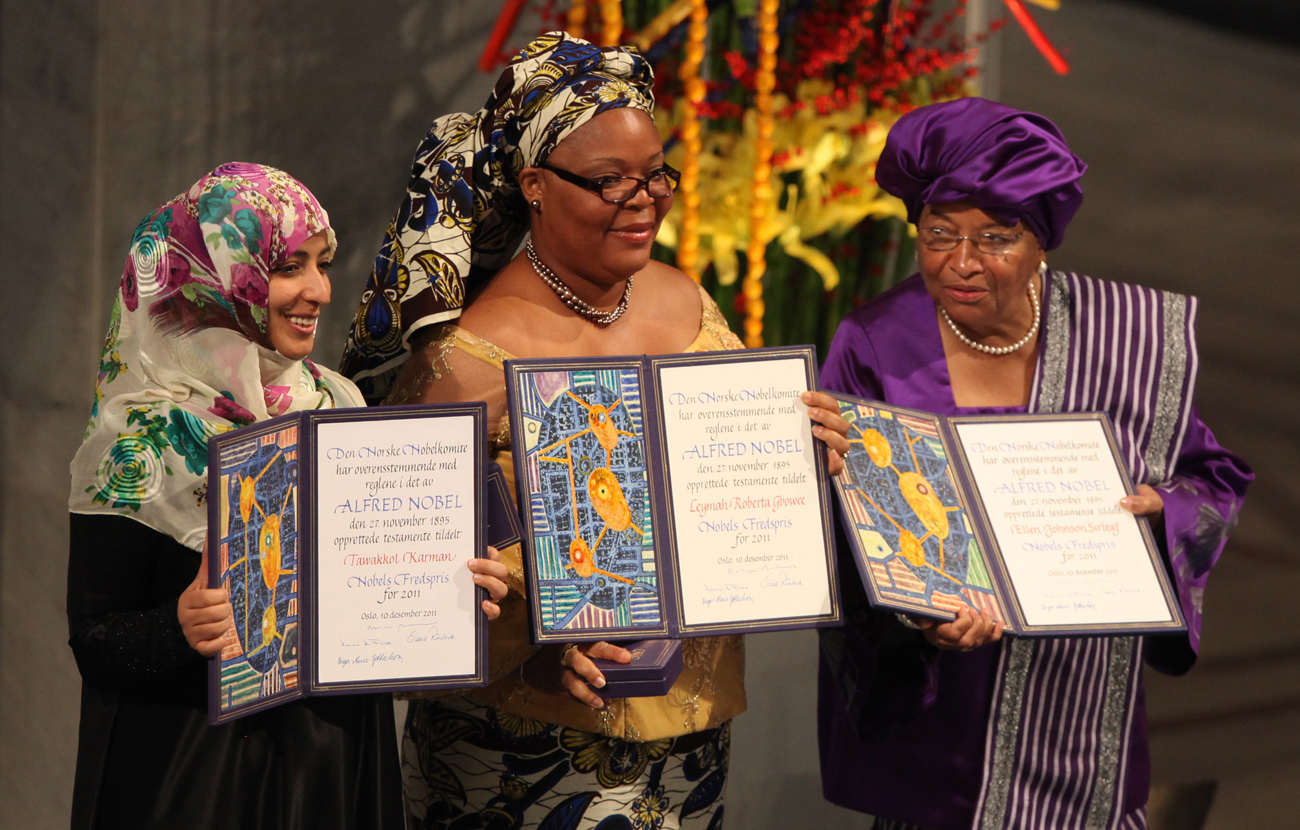
ノーベル平和賞の賞状を披露する（左から）タワックル・カルマン、レイマ・ボウィ、エレン・ジョンソン・サーリーフ（2011年12月）

。2011年10月に母校で表彰式があり、ノーベル委員会は同年の平和賞に女性3人を選んだと発表し、ボウィの名が含まれていた。

### 主な賞
受賞・受章年の降順
- 2018年 – ボン国際民主主義賞[21]
- 2016年 – 国際平和賞、コミュニティ・オブ・クライスト（en）
- 2014年 – アメリカ勧善懲悪賞、オックスファム[22]
- 2013年 – センチュリー賞、ニューヨーク女性財団（en）[23]
- 2013年 – バーナード・カレッジ功労章[24]
- 2012年 – ロンドンオリンピック開会式旗手[要出典]
- 2011年 – ノーベル平和賞
- 2011年 – マサチューセッツ大学ロウレル校（en）グリーリー平和研究学者[25]
- 2011年 – ヴィラノーヴァ平和賞、ヴィエラノーヴァ大学（en）
- 2011年 – 年間卒業生賞、イースタン・メノナイト大学（en）[26]
- 2010年 – 人類に奉仕する生きる伝説賞[27]
- 2010年 – ジョン・ジェイ正義賞、ジョン・ジェイ刑法大学（en）[28]
- 2010年 – ジョリ人道主義者賞、リバーデール・カントリー・スクール（en）
- 2009年 – グルーバー女性の権利賞
- 2009年 – ジョン・F・ケネディ勇気の横顔賞（en）[29]
- 2009年 – 「女性の人権に尽くした勇気ある貢献賞」、テラ・デ・ファム（英語版）女性の世界映画祭、ドイツ
- 2008年 – 21世紀リーダー賞、ウィメンズeニュース（en）[30]
- 2007年 – 平和ブルーリボン章、ハーバード大学ジョン・F・ケネディ政治学講座（en）

### 主な名誉学位
授与年の降順
- 2018年 – 国際問題名誉博士号、アメリカン大学（en）
- 2013年 – 名誉博士号、ロード大学（南アフリカ[31]）

## 主な著作
発行年順、翻訳版の書誌は原書を参照。

### 映像作品
- Gini Reticker; Etweda Cooper; Vaiba Flomo; Leymah Gbowee. (2009) Pray the Devil back to hell. DVD, 英語版. Metuchen, NJ : Passion River. 初版。

- Bill Moyers journal. Pray the devil back to hell. (2009) Public Affairs Television (Firm); WNET (ニューヨーク市のテレビ局); Films for the Humanities and Sciences (ニュージャージー州); DVD, 英語版 Hamilton, NJ.  - PBS 放送分。
  - Bill D Moyers (司会); Leymah Gbowee (出演); Abigail E Disney (出演); Lynn Sherr (聞き手).  (2012) Bill Moyers journal. Pray the devil back to hell.  Judith Davidson Moyers (統括プロデューサー); Kathi Black ほか (編集) ; Michael Bacon (音楽). DVD (1枚、57分), カラー. OCLC 456421103. 製作陣 : Sally Roy; Judy Doctoroff O'Neill; Gail Ablow; Ken Diego; Michael Winship. Belfond impr. - PBS 放送分（2009年7月19日）。

- Leymah Gbowee. (2013) TEDTalks : Leymah Gbowee - Unlock the Intelligence, Passion, and Greatness of Girls . Films for the Humanities & Sciences (Firm); Films Media Group.; TED Conferences LLC. 電子ビデオ : 英語版. New York, N.Y.  : Films Media Group. OCLC 858998585. 2012年の収録。

### 著書
- Gbowee, Leymah ; Mithers, Carole. (2011) Mighty be our powers : how sisterhood, prayer, and sex changed a nation at war : a memoir. Beast Books, ISBN 9780984295159, NCID BB07547549. 日本語版ほか、フランス語版（点字訳も）、オランダ語、繁体中国語、スペイン語、イタリア語、ドイツ語に翻訳された。朗読版、電子書籍版あり。
  - Leymah Gbowee; Carol Lynn Mithers; Kimberly Scott. (2011) Mighty be our powers オーディオブック (CD) : 英語版. Ashland, OR : Blackstone Audio.
  - リーマ・ボウイー、キャロル・ミザーズ『祈りよ力となれ : リーマ・ボウイー自伝』東方雅美（訳）、東京: 英治出版、2012年。全国書誌番号:22151156。
  - Leymah Gbowee; Carol Mithers. (2013) Mighty Be Our Powers : How Sisterhood, Prayer, and Sex Changed a Nation at War . 電子書籍 : 英語版. New York : Beast Books New York : Perseus Books Group (販売).

- Abigail Disney ; Leymah Gbowee. (2012) "Gender and sustainable peace". Peter T Coleman; Morton Deutsch (編集) The psychological components of sustainable peace . 電子書籍 : 英語版. New York ; London : Springer, 2012. ISBN 9781461435556, OCLC 795994045. 「平和の維持とジェンダーの役割」（『平和構築と精神的要素』収載）。
- Leymah Gbowee. (2013)  "Women as agents of change: Women’s participation in post-conflict governance, decision-making and planning",  UN DESA; DAES; Dialogues at the Economic and Social Council : Achieving Gender Equality, Women's Empowerment and Strengthening Development Cooperation; p.56-61; 英語版. 国際連合. ISBN 9789210541701. OCLC 7090726404. 国連経済社会局で行った講演。『女性という変化の担い手：女性の参加と紛争後の統治、意思決定の計画立案』

- Leymah Gbowee; Karima Bennoune; Soka Changemakers. (2014) Outrageous acts of peace. DVD：英語版. 『平和を求める思い切った行動』

- Leymah Gbowee (2015) Regis University presents 2011 Nobel Peace Prize recipient Leymah Gbowee. DVD：英語版. ノーベル平和賞受賞者の講演。

- Olivia Zinnah ; Leymah Gbowee ; Ellen Johnson Sirleaf大統領. (2018)  Small Small Thing: The Olivia Zinnah Story. 電子書籍  : リベリア英語版. [Erscheinungsort nicht ermittelbar] Take My Picture (初版：2015, San Francisco, California, USA); Kanopy Streaming. OCLC 1181890555. 児童書『ほんのちっぽけなこと』女児が受けた性暴力と社会的孤立、勇気。

### 音楽作品
- Gwyneth Walker; Martha Greene Eads; Leymah Gbowee. (2015) From dusk to dawn : women's chorus and piano. 楽譜：英語版. Boston : E. C. Schirmer. 『夜明けから夕暮れまで』女性コーラス曲。

- Gwyneth Walker; Martha Greene Eads; Leymah Gbowee; Musica Harmonia (Musical group). (2017) The peacemakers : for clarinet, violin, viola and violoncello, with optional readers. 楽譜：英語版. Boston : E.C. Schirmer Music.『平和の作り手』器楽曲。